# Nohales
Nohales es una localidad española del municipio de Cuenca, perteneciente a la provincia de Cuenca, en la comunidad autónoma de Castilla-La Mancha.

## Geografía
Confina con las siguientes localidades:
- Al sureste con Cuenca.
- Al suroeste con Villar de Olalla.
- Al oeste con Jábaga.
- Al noroeste con Chillarón de Cuenca.

## Historia
En la Edad Media, el nombre de este lugar era Novales, y Noales en Época Moderna. Así se describe a Nohales en el tomo XII del Diccionario geográfico-estadístico-histórico de España y sus posesiones de Ultramar, obra impulsada por Pascual Madoz a mediados del siglo XIX:

Aldea con ayuntamiento al cual está agregado el caserío de Albaladejito, en la provincia, diócesis y partido judicial de Cuenca (1/4 legua), audiencia territorial de Albacete (20) y capitanía general de Castilla la Nueva (Madrid 24); Situada entre dos cañadas y en el ángulo que forman la unión de estas; con clima frío, sano y muy combatido por todos los vientos. Consta de 17 casas de pobre construcción, separadas unas de otras sin formar calle alguna; la iglesia es aneja de la de Chillarón de Cuenca, así como del citado caserío; el cementerio está próximo a la iglesia y no perjudica a la salubridad; para surtido del vecindario hay una fuente de corto manantial. Confina el término por N con Chillarón; E Cuenca, y S y O Albaladejito. El terreno disfruta de montes y algunas cañadas que producen bien, aquellos están poblados de leña por algunos puntos; al S corren dos pequeños arroyos, los que pasando por Albaladejito, se unen al Júcar; los caminos son locales, y el que dirige desde Cuenca a la Alcarria, pasa por la población; la correspondencia se recibe de Cuenca, a donde acuden los particulares. Producciones: trigo, cebada, centeno, avena y legumbres; se cría algún ganado lanar, cabrío y vacuno, pero en pequeña cantidad; caza de liebres, perdices y conejos. Industria: la agrícola, viviendo la mayor parte de los vecinos de arrendamientos, por lo cual, después de pagar las rentas a los propietarios de las fincas, apenas les queda para comer. Comercio: la venta del escaso sobrante de granos y la compra de artículos de consumo diario. Población: 21 vecinos, 84 almas. Capital productivo: 194.600 reales. Imponible: 9.730. El presupuesto municipal se cubre con el producto de un horno de propios que renta 100 reales anuales, y el resto por reparto vecinal.
Diccionario geográfico-estadístico-histórico de España y sus posesiones de Ultramar

## Demografía
Evolución de la población
| Gráfica de evolución demográfica de Nohales entre 2000 y 2017      |
|                                                                    |
| Población de derecho (2000-2017) según el padrón municipal del INE |

## Patrimonio
En la localidad hay una iglesia dedicada al Santo Cristo de la Salud.